# Chemins de fer départementaux du Finistère
Vous lisez un « bon article » labellisé en 2008.
 (octobre 2023).
Les chemins de fer départementaux du Finistère forment un ancien réseau ferroviaire départemental à voie métrique. Composé
d'un réseau desservant le Léon dans le Nord-Finistère et de trois lignes isolées desservant le Sud-Finistère, ce réseau complétait, avec celui des Chemins de fer armoricains qu'il absorba en 1921, la desserte ferroviaire du Finistère qu'assuraient les « grandes compagnies » de l'Ouest et du PO, la première ayant par ailleurs affermé aux SE l'exploitation du Réseau breton à voie métrique.
Composant le « premier réseau » de chemins de fer d'intérêt local décidé par le conseil général du Finistère à la fin du XIXe siècle et au début du XXe siècle, ces lignes s'étendaient sur 214 km. Sauvées par la Seconde Guerre mondiale de la fermeture que le conseil général avait votée pour 1939, elles disparurent en 1946.

## Chronologie
Le réseau initial des chemins de fer départementaux était constitué à l'origine de quatre lignes ou groupes de lignes : un « réseau nord » desservant le Léon et trois lignes isolées de Concarneau à Quimperlé et au départ de Douarnenez et de Pont-l'Abbé.
En 1921 les lignes issues du réseau des chemins de fer armoricains, dont la concession avait été rachetée par le Département furent affermées à la compagnie concessionnaire du réseau initial des chemins de fer départementaux du Finistère : on y trouve le prolongement de la ligne de Portsall vers Porspoder ; les deux lignes en Y de Morlaix vers Primel-Trégastel et vers Pont-Menou et au-delà, dans le département voisin des Côtes-du-Nord, vers Plestin ; la ligne du « Grand Central » entre Plouescat et Rosporden et la ligne d'Audierne à Pont-l'Abbé, liant deux lignes isolées des Départementaux.
Ces deux réseaux ont été ouverts suivant la chronologie suivante :
| Section                                 | D.U.P.          | Ouverture         | Fermeture | Longueur | Concessionnaire initial |
| --------------------------------------- | --------------- | ----------------- | --------- | -------- | ----------------------- |
| Brest - Saint-Renan                     | 14 février 1891 | 24 mai 1893       | 1935      | 17 km    | CFDF                    |
| Saint-Renan - Ploudalmézeau             | 14 février 1891 | 14 juillet 1893   | 1935      | 14 km    | CFDF                    |
| Douarnenez - Audierne                   | 14 février 1891 | 29 janvier 1894   | 1946      | 20 km    | CFDF                    |
| Le Rufa - Plabennec                     | 14 février 1891 | 26 février 1894   | 1946      | 24 km    | CFDF                    |
| Plabennec - Lannilis                    | 14 février 1891 | 26 février 1894   | 1932      | 24 km    | CFDF                    |
| Landerneau - Plounéour-Trez             | 14 février 1891 | 11 juin 1894      | 1946      | 27 km    | CFDF                    |
| Ploudalmézeau - Portsall                | 5 avril 1898    | 14 juillet 1899   | 1935      | 4 km     | CFDF                    |
| Lannilis - L'Aber-Wrac'h                | 5 avril 1898    | 25 février 1900   | 1932      | 6 km     | CFDF                    |
| Plounéour-Trez - Brignogan              | 12 avril 1900   | 11 août 1901      | 1946      | 2 km     | CFDF                    |
| Quimperlé - Pont-Aven                   | 14 janvier 1899 | 9 mars 1903       | 1936      | 21 km    | CFDF                    |
| Plabennec - Lesneven                    | 12 juillet 1901 | 15 février 1904   | 1946      | 13 km    | CFDF                    |
| Plouider - Plouescat                    | 12 juillet 1901 | 11 juillet 1904   | 1946      | 15 km    | CFDF                    |
| Plouescat - Saint-Pol-de-Léon           | 20 juin 1904    | 1er juillet 1907  | 1946      | 15 km    | CFDF                    |
| Pont-l'Abbé - Saint-Guénolé             | 20 juin 1904    | 4 juillet 1907    | 1947      | 18 km    | CFDF                    |
| Pont-Aven - Concarneau Ville            | 20 juin 1904    | 14 juin 1908      | 1936      | 17 km    | CFDF                    |
| Concarneau Ville - Concarneau PO        | 20 juin 1904    | 1er décembre 1909 | 1936      | 1 km     | CFDF                    |
| Portsall - Porspoder                    | 12 juillet 1908 | 13 mai 1913       | 1935      | 8 km     | CFA                     |
| Morlaix - Primel-Trégastel              | 12 juillet 1908 | 1er mai 1912      | 1934      | 22 km    | CFA                     |
| Plouézoch - Pont-Menou                  | 12 juillet 1908 | 1er mars 1913     | 1932      | 14 km    | CFA                     |
| Plouescat - Landivisiau Ville           | 12 juillet 1908 | 10 novembre 1912  | 1946      | 24 km    | CFA                     |
| Landivisiau Ville - Landivisiau Transit | 12 juillet 1908 | 10 novembre 1912  | 1933      | 2 km     | CFA                     |
| Landivisiau Transit - Commana           | 12 juillet 1908 | 11 juin 1912      | 1933      | 23 km    | CFA                     |
| Commana - La Feuillée                   | 12 juillet 1908 | 11 juin 1912      | 1933      | 11 km    | CFA                     |
| La Feuillée - Brasparts                 | 12 juillet 1908 | 25 novembre 1912  | 1933      | 17 km    | CFA                     |
| Brasparts - Châteauneuf-du-Faou         | 12 juillet 1908 | 25 novembre 1912  | 1933      | 21 km    | CFA                     |
| Châteauneuf-du-Faou - Rosporden         | 12 juillet 1908 | 21 décembre 1912  | 1933 ?..  | 39 km    | CFA                     |
| Pont-l'Abbé - Pont-Croix                | 12 juillet 1908 | 1er octobre 1912  | 1933      | 35 km    | CFA                     |

## Historique

### Les grandes compagnies dans le Finistère
Situé à l'extrémité de la péninsule bretonne, le département du Finistère a longtemps souffert de son éloignement géographique du reste de la France. La viabilité des chemins au milieu du XIXe siècle ne permettaient pas de relier Brest et Rennes en moins de trois jours et trois nuits.
La loi de 1842 entraîne la création de voies de chemin de fer disposées en étoile autour de Paris. Arrivé à Nantes en 1851 et à Rennes en 1857, le chemin de fer atteint sur les voies du PO Quimper en 1863 et sur celles de l'Ouest Brest en 1865. Par la suite sont construites la liaison Quimper — Châteaulin — Landerneau entre 1864 et 1867 et les antennes vers les ports de Concarneau, Pont-l'Abbé, Douarnenez et Roscoff en 1883 et 1884.
Le centre du département reste cependant déserté par les rails. Cet état de fait conduit l'État à concéder à partir de 1883 à la Compagnie de l'Ouest, au titre de l'intérêt général, un ensemble de lignes disposées en étoile autour de Carhaix. Ces lignes, initialement construites à voie métrique, sont dès 1884 affermées aux SE, et deviennent connues sous le nom de « Réseau breton ». Les lignes vers Morlaix et Rosporden ouvrent respectivement en 1891 et 1896, la ligne vers Châteaulin étant ouverte par étape entre 1904 et 1907 et n'étant prolongée vers Camaret et Le Fret qu'en 1925.

### Vers un réseau départemental
Lors de la dernière décennie du XIXe siècle, il apparaît que certaines parties du territoire finistérien restent à l’écart du moyen de communication moderne que constitue le chemin de fer. Il s’agit en particulier de l’arrière-pays brestois (ou Léon), de la presqu'île de Crozon, de l’ensemble du centre du département, du Cap Sizun, de la presqu’île de Penmarc'h.
Malgré la promulgation de la loi de 1865 instaurant la notion de voies ferrées d’intérêt local (par opposition aux voies ferrées d’intérêt général des lignes principales), et permettant au département la prise en charge des travaux de construction, le conseil général du Finistère n’a réellement commencé à débattre sur l'opportunité de créer des voies ferrées d’intérêt local qu’en 1875. Les réflexions sont longues à déboucher sur un projet concret, les premiers projets étudiés par le conseil général, correspondant aux besoins les plus criants, ayant été intégrés en 1878 au plan Freycinet et par la même occasion classés d’intérêt général.

### Le premier réseau

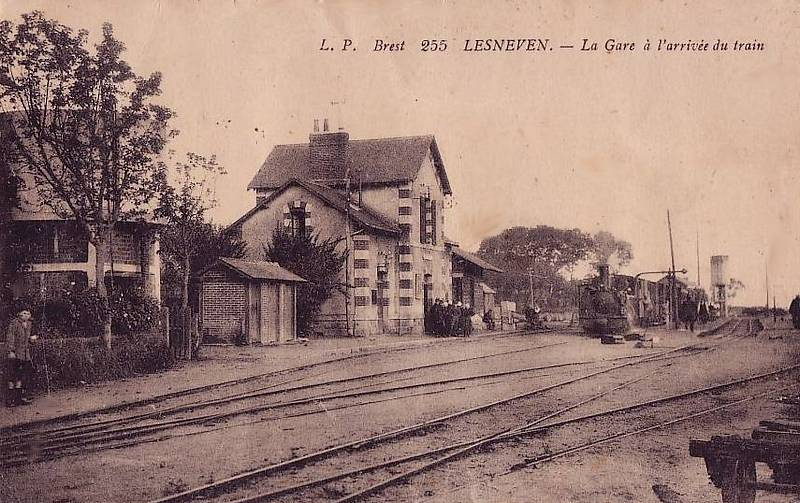
La gare de Lesneven.

En 1888, l'idée de la création d'un vrai réseau de chemins de fer d'intérêt local entre en discussion au conseil général. La desserte de l'arrière-pays brestois, exceptionnellement peuplé par rapport au reste du département et pourvu de centres attractifs (foires à Lesneven ou à Saint-Renan ainsi qu'un pardon au Folgoët), est rapidement acquise.
Elle se concrétise avec les trois lignes de Brest à Ploudalmézeau, de Brest à Lannilis et de Landerneau à Plounéour-Trez. En contrepartie de ce « favoritisme » du pays léonard, le conseil vote également la création d'une ligne isolée reliant Douarnenez et Audierne, importants ports de pêche à la sardine. La déclaration d'utilité publique de ces lignes est votée en 1891.
Cinq entrepreneurs sont candidats pour la construction et l'exploitation du réseau. Mais c'est un sixième groupe qui est indiqué dans la déclaration d'utilité publique : il s'agit de la Société d'Études et Concessions de Chemins de fer d'intérêt local et de Tramways.
Cette société mancelle est un choix qui semble dû à un accès de népotisme du président du conseil général Armand Rousseau. Armand Allain-Launay, le premier président du conseil d'administration de la Compagnie des Chemins de fer Départementaux du Finistère, rétrocessionnaire du réseau, est en effet le neveu et filleul d'Armand Rousseau.
Très tôt, il est apparu que les lignes déclarées d'utilité publique en 1891 nécessitaient d'être prolongées en bord de mer pour pouvoir jouer pleinement leur rôle économique. Ainsi furent déclarés d'utilité publique en 1898 et 1900 les trois prolongements de Ploudalmézeau vers Portsall, de Lannilis vers l'Aber-Wrac'h et de Plounéour-Trez vers Brignogan. Ces prolongements ouvriront de 1899 à 1901.
Le souhait de relier les deux groupes de lignes du Léon est également apparu. Deux tracés ont été envisagés : l'un reliant la ligne de Lannilis à celle de Plounéour-Trez par Plouguerneau et Guissény, l'autre reliant Plouvien ou Plabennec à Lesneven. Seul le deuxième tracé sera réalisé, dans le cadre de ce que l'on peut nommer le premier réseau bis.

### Le premier réseau bis

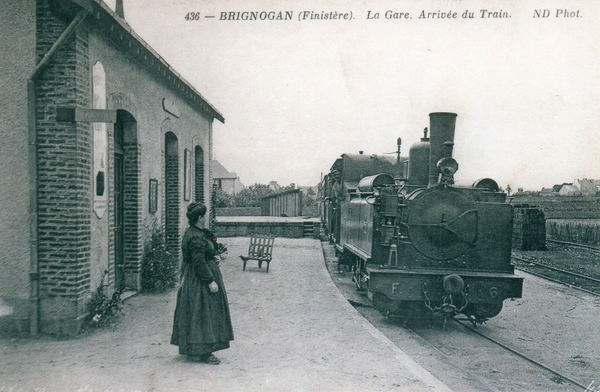
La gare de Brignogan avec la locomotive n°6

À la mort d'Armand Rousseau, en 1896, l'état d'esprit régnant au sein de l'assemblée départementale change sensiblement. À la prudence des débuts succède une euphorie qui ira grandissant jusqu'à la veille de la Grande Guerre.
Toutefois, en raison des contraintes du budget départemental et du peu d'entrain du conseil général à concéder largement de nouvelles lignes à une compagnie que ses bons résultats, à la fin du XIXe siècle, rendent particulièrement exigeante quant aux conditions auxquelles elle accepterait la concession de nouvelles lignes, il n'est décidé, dans un premier temps, de ne déclarer d'utilité publique, entre 1899 et 1904, que trois lignes : 
- une ligne de Plabennec à Saint-Pol-de-Léon, liant les deux lignes léonardes du premier réseau et ralliant le siège de l'évêché de Léon et l'antenne Morlaix - Roscoff de la Compagnie de l'Ouest ;
- une ligne de Quimperlé à Pont-Aven et Concarneau, à l'extrémité de l'antenne Rosporden - Concarneau du PO ;
- une ligne de Pont-l'Abbé à Saint-Guénolé, en prolongement de l'antenne Quimper - Pont-l'Abbé du PO.

Une quatrième ligne, isolée des autres, fut déclarée d'utilité publique à la même occasion, et concédée à M. Hérodote, industriel concessionnaire du réseau des tramways électriques de Brest : il s'agit de la ligne de tramway de Brest au Conquet, pour laquelle M. Hérodote créa la société anonyme des tramways électriques du Finistère.

### Le deuxième réseau

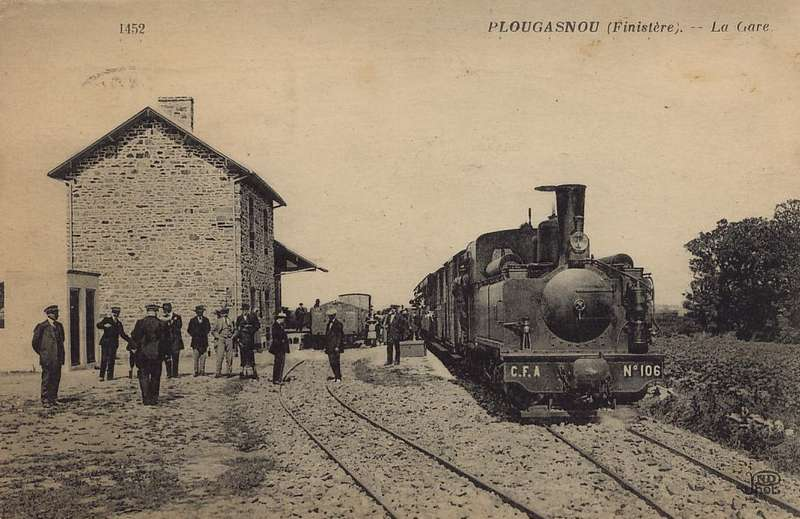
La gare des Armoricains de Plougasnou

À partir de 1905, de nombreuses lignes de chemin de fer d'intérêt local sont envisagées au cours des discussions du Conseil général. En 1906, on en vient même jusqu'à envisager la construction de près de 500 km de nouvelles lignes au sein du département, avec l'objectif de quadriller entièrement le département et de ne délaisser aucun électeur…
Toutefois, les finances du Département ne sont pas en mesure de suivre. Les hypothèses de rééchelonnement des emprunts sur des durées de plus de 80 ans, de concession de lignes pour des durées de 99 ans (alors que les premières lignes ont été concédées pour 30 ans), voire d'augmentation de l'imposition pour le financement de ces lignes, sont toutes refusées par le gouvernement, qui, par la voix du préfet, ne donne pas son accord pour leur exécution.
Seules les quatre premières lignes envisagées, qui avaient acquis un consensus dès le début des débats, furent finalement déclarées d'utilité publique et exécutées : il s'agit des lignes de Plouescat à Rosporden, de Portsall à Porspoder, d'Audierne à Pont-l'Abbé et de Morlaix à Plougasnou et à Plestin.
La mise en concurrence pour la concession de la construction et de l'exploitation de ces lignes fait apparaître un concurrent à la Compagnie des Chemins de fer Départementaux du Finistère. Il s'agit de MM. Favre et Chalumeau, qui l'emporteront et créeront la Société anonyme des Chemins de fer Armoricains, rétrocessionnaire de ces lignes.
Le choix d'un autre concessionnaire pour le deuxième réseau départemental semble partir de la volonté du Département de ne pas avoir à faire face à une entreprise unique, bénéficiant d'un monopole de fait et par conséquent difficilement contrôlable. Toutefois, des accords sont à trouver entre les deux compagnies précitées pour l'exploitation de gares (Plouescat, Pont-l'Abbé) ou de sections (Pont-Croix - Audierne) communes aux réseaux des deux compagnies.
Ces accords incluent également une convention passée entre les deux concessionnaires pour l'exploitation du tronçon Portsall - Porspoder, concédé aux Chemins de fer Armoricains, mais exploité par les Chemins de fer Départementaux du Finistère en même temps que leur ligne de Brest à Portsall dont il constitue le prolongement naturel.

### Le troisième réseau
En 1909, certains conseillers généraux s'émeuvent du fait que depuis quatre années, aucune nouvelle ligne n'a été concédée. Le cycle des débats au conseil général reprend. Des tableaux, totalisant 31 lignes nouvelles pour un total de près de 700 km, sont dévoilés. Les discussions trainent en longueur, la question du financement de ces nouvelles lignes et de leur priorisation tempérant les ardeurs des plus fervents défenseurs de ce mode de transport. Les accidents de 28 juillet 1912 sur la ligne de Morlaix à Primel-Trégastel puis la déclaration de la Première Guerre mondiale mettent un terme à ces débats.
Une des lignes envisagées pour ce troisième réseau devait relier Brest à Châteaulin. Se détachant des lignes du réseau léonard à Kérichen, lieu-dit de Brest, et s'orientant dès lors vers l'Est-Nord-Est, elle aurait dû contourner Lavallot en Guipavas par le nord pour descendre ensuite la vallée du Cam, en bas de laquelle aurait dû se situer la station de Guipavas, puis la vallée de Kerhuon, passer sous le viaduc du même nom, desservir Kerhuon par une station en contrebas de la station du chemin de fer de l'Ouest, et, s'orientant plein sud, rejoindre un pont à lancer sur l'Élorn au lieu-dit le Passage, où se trouvait alors le bac permettant de rallier Plougastel.
Au-delà de ce pont, la ligne, s'orientant vers l'Ouest-Sud-Ouest, aurait desservi Traouidan en Plougastel, puis se serait dirigée vers Châteaulin, desservant au passage Plougastel, Daoulas et Le Faou.
Dans l'optique de la construction d'une telle ligne, le pont Albert-Louppe, lancé sur l'Élorn au niveau de la pointe Sainte-Barbe, 1 200 m en aval du Passage, fut construit avec un niveau inférieur destiné à accueillir une voie ferrée, qui ne sera finalement jamais réalisée.

### Vers la fin du chemin de fer
Les années de guerre (1914-1918) ont permis aux compagnies de petits trains du Finistère de garder une situation financière saine, en particulier grâce aux restrictions de carburant qui limitent la concurrence automobile et aux trafics engendrés par l'activité militaire du département (approvisionnement de la poudrerie de Pont-de-Buis par la tourbe de Brasparts, acheminée via Châteauneuf-du-Faou et Châteaulin,, desserte du camp militaire américain de Pontanézen,). Cependant ces mêmes années entraînèrent une carence dans l'entretien des infrastructures et du matériel roulant. Parallèlement, les relations entre le Département et les compagnies deviennent conflictuelles, et les revendications du personnel, tues pendant les années de guerre, apparaissent avec d'autant plus de vigueur après l'armistice.
Cette dégradation de la situation ne décourage pas immédiatement le conseil général, qui continue, dans les premières années de l'après-guerre, à rechercher le développement du réseau ferroviaire d'intérêt local. Les discussions au sujet de la construction d'un troisième réseau reprennent, sans résultat. L'utilisation d'automotrices est décidée à partir de 1922 ce qui permet d'améliorer un peu la situation. Toutefois elle n'empêche pas la concurrence automobile d'être de plus en plus forte et, par conséquent, les résultats d'être de plus en plus déficitaires.
Le statut des différentes lignes change également, au gré des échéances des concessions :
- En 1921, la concession des CFDF (qui était de 30 ans) arrive à échéance. Cette concession est prolongée jusqu'au 31 décembre 1925 ;
- La concession des CFA (qui était de 60 ans) devait arriver à échéance en 1968. Les mauvaises relations entre le conseil général et la compagnie entraînèrent le rachat du réseau par le Département, qui l'afferme[Note 9] aux CFDF jusqu'au 31 décembre 1925 ;
- Le 1er janvier 1926, les deux réseaux, revenus en pleine propriété au département, sont affermés aux CFDF pour 10 ans.

Toutefois, ces changements de statut ne règlent pas le fond des difficultés rencontrées par le réseau : la concurrence automobile se fait de plus en plus rude au fil des années, et les revendications syndicales, que le Département ne peut pas ignorer, grèvent de plus en plus les comptes d'exploitation.
Il est donc décidé, dès le 1er avril 1931, de procéder à la substitution par autobus des trains de voyageurs sur les lignes de Plabennec à l'Aber-Wrac'h, de Plouézoc'h à Plestin-les-Grèves, de Landivisiau à Rosporden et de Pont-l'Abbé à Pont-Croix. Des trains de voyageurs ne continueront à circuler qu'aux jours d'affluence (foires et pardons).
Le choix de prolonger l'exploitation d'un chemin de fer de moins en moins concurrentiel reste posée, mais le Département ne se décide pas à fermer les lignes. À l'échéance du contrat d'affermage, en 1935, il est convenu, après moult débats, de poursuivre l'exploitation des lignes suivantes :
- Brest — Saint-Pol-de-Léon ;
- Landerneau — Brignogan ;
- Plouescat — Landivisiau ;
- Douarnenez — Audierne ;
- Pont-l'Abbé — Saint-Guénolé.

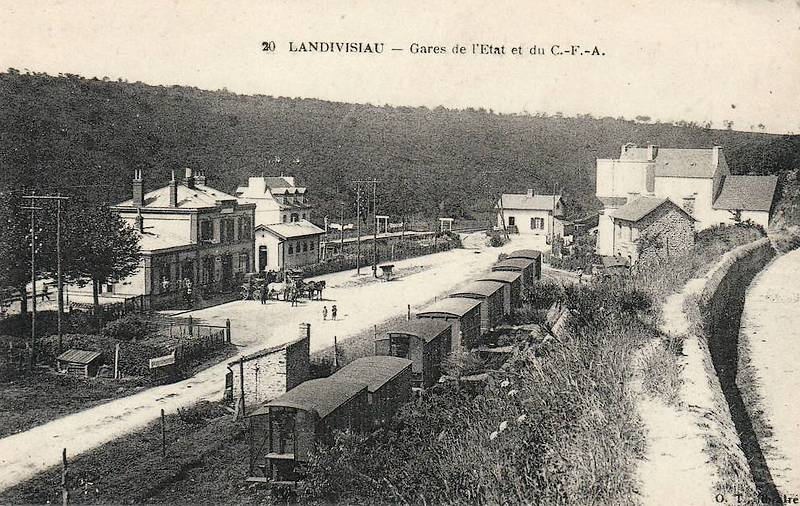
La gare de Landivisiau

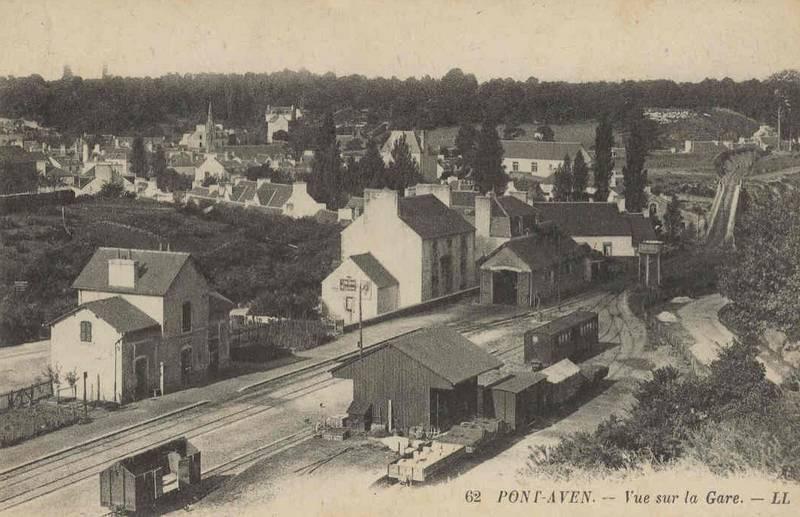
La gare de Pont-Aven sur la ligne Concarneau - Quimperlé

Non décidée, mais toutefois effective car les comptes de 1937 font état de circulations des trains voyageurs et marchandises, la poursuite de l'exploitation des lignes suivantes sera également réalisée :
- Brest — Porspoder ;
- Brest — L'Aber-Wrac'h.

Les autres lignes seront donc fermées. Il s'agit des lignes suivantes :
- Landivisau — Rosporden ;
- Pont-Croix — Pont-l'Abbé ;
- Concarneau — Quimperlé ;
- Morlaix — Primel-Trégastel et Plestin.

Au 1er janvier 1936, les lignes subsistantes du réseau départemental, sont donc placées sous la tutelle de la Régie départementales des chemins de fer et autobus du Finistère.
Cette régie provisoire, destinée à maintenir l'exploitation pendant que se règlent les modalités de liquidation de l'ancienne convention d'affermage, n'est guère couronnée de succès. Qui plus est, cette liquidation, enfin concrétisée par un accord signé le 5 mai 1938 entre le préfet et M. Verney, ancien concessionnaire du réseau des CFDF et désormais propriétaire de deux entreprises de transport routier, acte la propriété par ces deux entreprises des lignes régulières de transport du Finistère. Le sort des chemins de fer est donc scellé.
En séance du 5 novembre 1938, le conseil général vote la suppression des chemins de fer départementaux et la suppression de la régie, qui devront être effectives au 1er mars 1939. La dépose des lignes n'a cependant pas eu le temps d'être effectuée avant le déclenchement de la Seconde Guerre mondiale.

### Un dernier sursis
La deuxième guerre mondiale, à cause des restrictions, entraine le retour au chemin de fer. La Direction des constructions et armes navales doit faire face à une charge de travail soutenue, malgré  l'Occupation allemande, et a besoin d'un personnel qui a tendance à déserter la ville pour aller se loger à la campagne. Elle milite donc activement pour le rétablissement d'un service minimum. Ses efforts seront concrétisés par la signature, le 15 septembre 1941,, d'une convention entre le Département et la SE.
Le service sera donc rétabli sur les lignes suivantes : 
- de l'Allée-Verte[Note 12] à Saint-Pol-de-Léon,
- de Landerneau à Brignogan,
- de Douarnenez à Audierne,
- de Pont-l'Abbé à Saint-Guénolé.

Le trafic est important ainsi que les bénéfices. Au trafic ouvrier s'ajoute un trafic marchandises (transport de tourbe de Trémaouézan) et transports liés aux travaux de l'organisation Todt : celle-ci « détourne » l'extrémité de la ligne de Porspoder, créant un embranchement d'une quinzaine de kilomètres entre Saint-Renan et Trébabu.
À la fin de la guerre, la situation financière de la SE n'est plus aussi florissante qu'en 1943. Le retour de la paix et la fin – toute relative – des pénuries, ne peut qu'aggraver le déficit de la compagnie exploitante.
Le conseil général, largement remanié après la Libération, vote, le 9 août 1946, la fin des trains. L'exploitation cessera :
- le 15 septembre 1946 entre Lambézellec et Lesneven ;
- le 6 octobre 1946 entre Landerneau et Brignogan ;
- le 30 novembre 1946 entre Lesneven et Saint-Pol-de-Léon et sur les deux lignes du sud du département.

Toutefois, la section de Pont-l'Abbé à Saint-Guénolé sera mise à voie normale et exploitée par la SE pour le seul service des marchandises du 19 mai 1947 au 1er juillet 1963, et la section entre la gare PO et le port de Concarneau sera elle aussi mise à voie normale et exploitée par la SNCF.

## Description des lignes

### Ligne de Brest à Saint-Pol-de-Léon

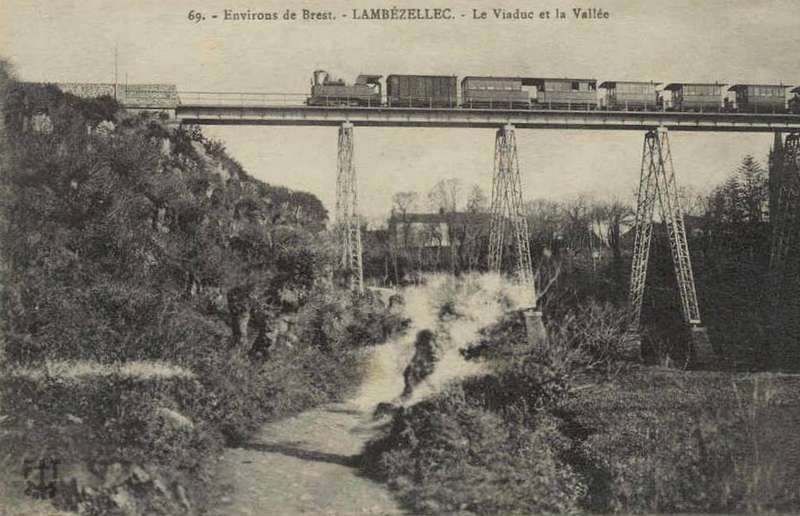
Tracté par une locomotive Corpet-Louvet type 030T, un train de voyageurs quitte Brest en franchissant le viaduc de Lambézellec.

La gare de Brest était située dans la cour de la gare des chemins de fer de l'Ouest ; au gré de son histoire, elle a développé avec la grande compagnie des installations de transbordement communes.
La ligne quittait la gare pour rejoindre le fossé des fortifications de la place forte de Brest, et passait en tunnel sous la porte de Landerneau. La voie continuait à suivre le fossé des fortifications jusqu'au PK 1,5 où, elle s'en écartait à travers le tunnel Heurtebise pour franchir 500 mètres plus loin le PN de la rue Danton au sud duquel furent installées, au lieu-dit l'Allée-Verte, plusieurs voies de garage et où, pendant la Seconde Guerre mondiale, les trains devaient limiter leur approche de Brest.
Après franchissement de la vallée de Kéraudren, la ligne atteignait la gare de Lambézellec, dite de la Villette, située juste après le PN du GC 26, où fut installé en 1934 l'atelier de maintenance du matériel automobile et probablement des autorails du groupe Verney.
Après avoir contourné le village de Lambézellec, la ligne franchissait la vallée du Spernot par le viaduc dit de Lambézellec. « Établi en déclivité de 15 mm/m, cet ouvrage était le plus important du réseau : conçu par Harel de la Noë ; le tablier, en poutres métalliques, de 108 m de portée en 8 travées repose sur sept palées en V renversé, constituées de treillis métalliques ; les deux palées du centre, d'une hauteur de 17 mètres s'appuient sur des embases en maçonnerie de 3 mètres, la hauteur libre maximale sous poutres étant de 22 mètres ; le tablier, ancré à une extrémité, repose à l'autre sur des rouleaux tandis que les palées sont articulées ».
Au lieu-dit le Rufa, la ligne de Saint-Pol laissait à gauche l'embranchement vers Porspoder, pour remonter jusqu'à Gouesnou la vallée de la Penfeld, puis desservir Plabennec, où elle laissait à gauche l'embranchement de l'Aber-Wrac'h. Elle atteignait bientôt la gare du Folgoët, village célèbre par ses pardons, puis celle 
de Lesneven, où venait s'embrancher sur la droite la ligne en provenance de Landerneau.

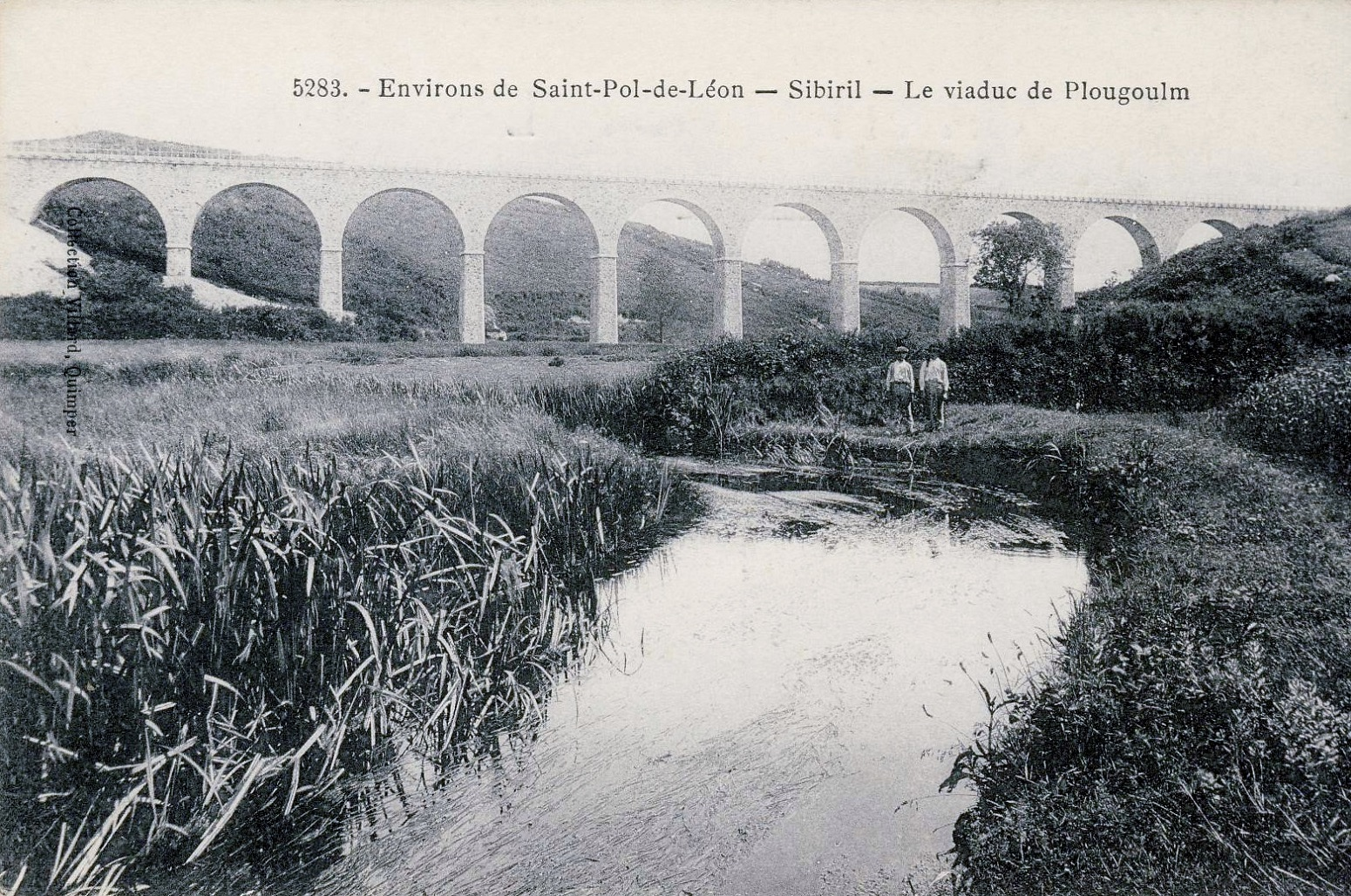
Le viaduc de Saint Jacques

Traversant un plateau parcouru de ruisseaux et de vallons, la ligne dessert ensuite en particulier Plouider, où se détache sur la gauche la ligne de Brignogan, puis atteint Plouescat, terminus de la ligne des Armoricains vers Rosporden. Plus loin, entre Sibiril et Plougoulm, la ligne franchissait la vallée du Guillec par le viaduc de Saint-Jacques en Sibiril, viaduc de maçonnerie de 10 arches de 12 mètres d'ouverture. Enfin, la ligne venait atteindre son terminus parallèlement à la gare de l'Ouest de Saint-Pol-de-Léon, sur l'embranchement de Morlaix à Roscoff.

### Ligne du Rufa à Porspoder
Se détachant de l'itinéraire précédent au Rufa, cette ligne, après avoir desservi la gare de Bohars (qui sera fermée à l'ouverture de la gare du Rufa), puis celle de Guilers, desservait Saint-Renan, au fond de la vallée de l'Aber-Ildut, importante ville de marché du Léon.
Après avoir regagné le plateau au nord de la vallée, la ligne gagne Ploudalmézeau, terminus originel, puis Portsall, au-delà de laquelle la ligne se poursuivait par le tronçon concédé aux Chemins de fer armoricains. Longeant la côte de la mer d'Iroise vers le sud, la ligne franchissait la vallée de Kersaint par un viaduc en maçonnerie de quatre arches pour atteindre, quelques kilomètres plus loin, le terminus définitif de Porspoder.
Le train était dénommé « le train patates », car il permettait aux agriculteurs d'écouler leur production sur les marchés de la région. Dans beaucoup des villes traversées, on retrouve la trace du train dans la toponymie : impasse de la Gare à Landunvez, rue Hent houarn (chemin de fer en breton) à Plourin, rue de l'Ancienne-Voie-Ferrée à Ploudalmézeau et rue la Gare à Guilers, par exemple.

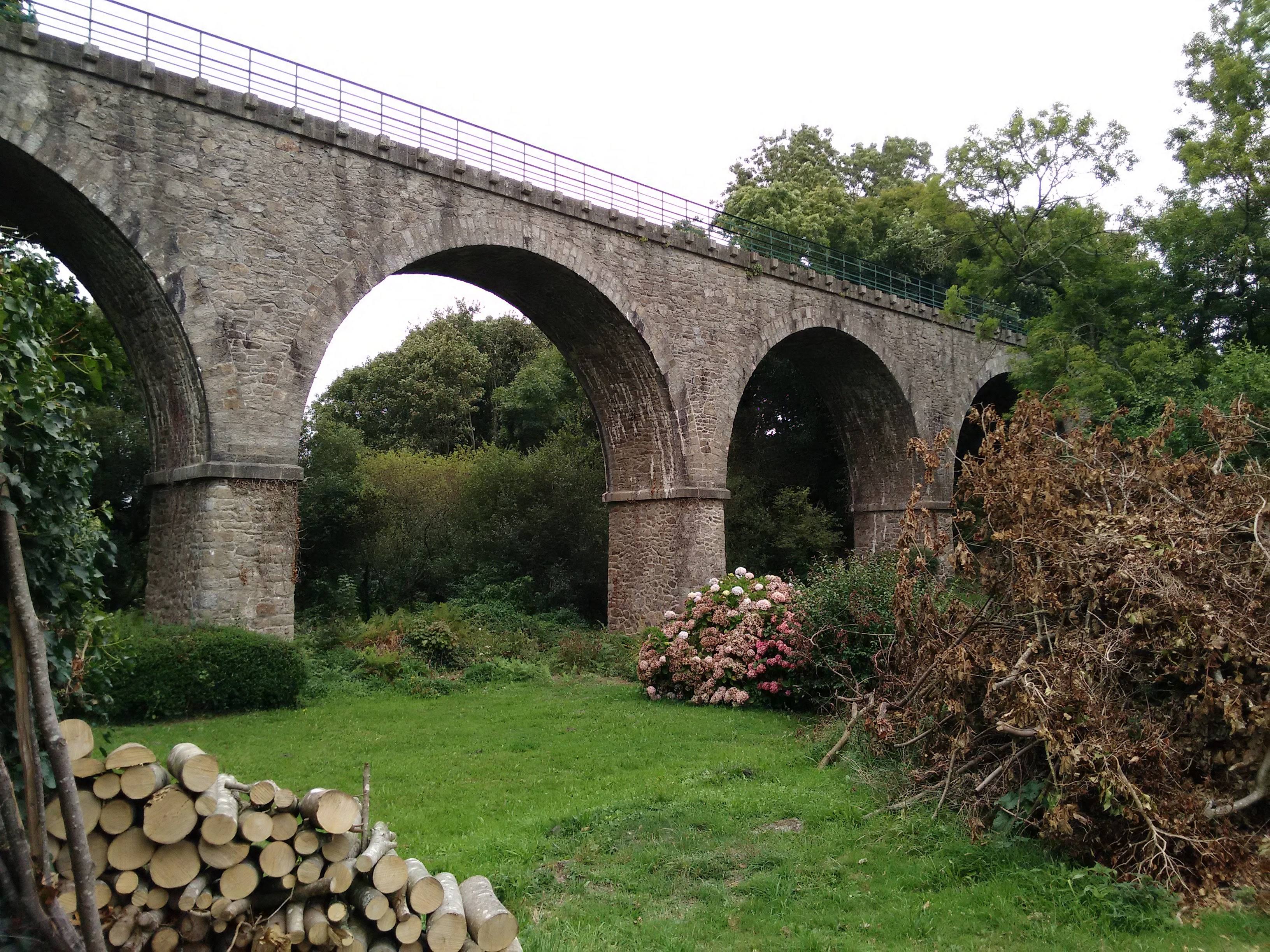
Viaduc de Kersaint (entre Portsall et Landunvez).
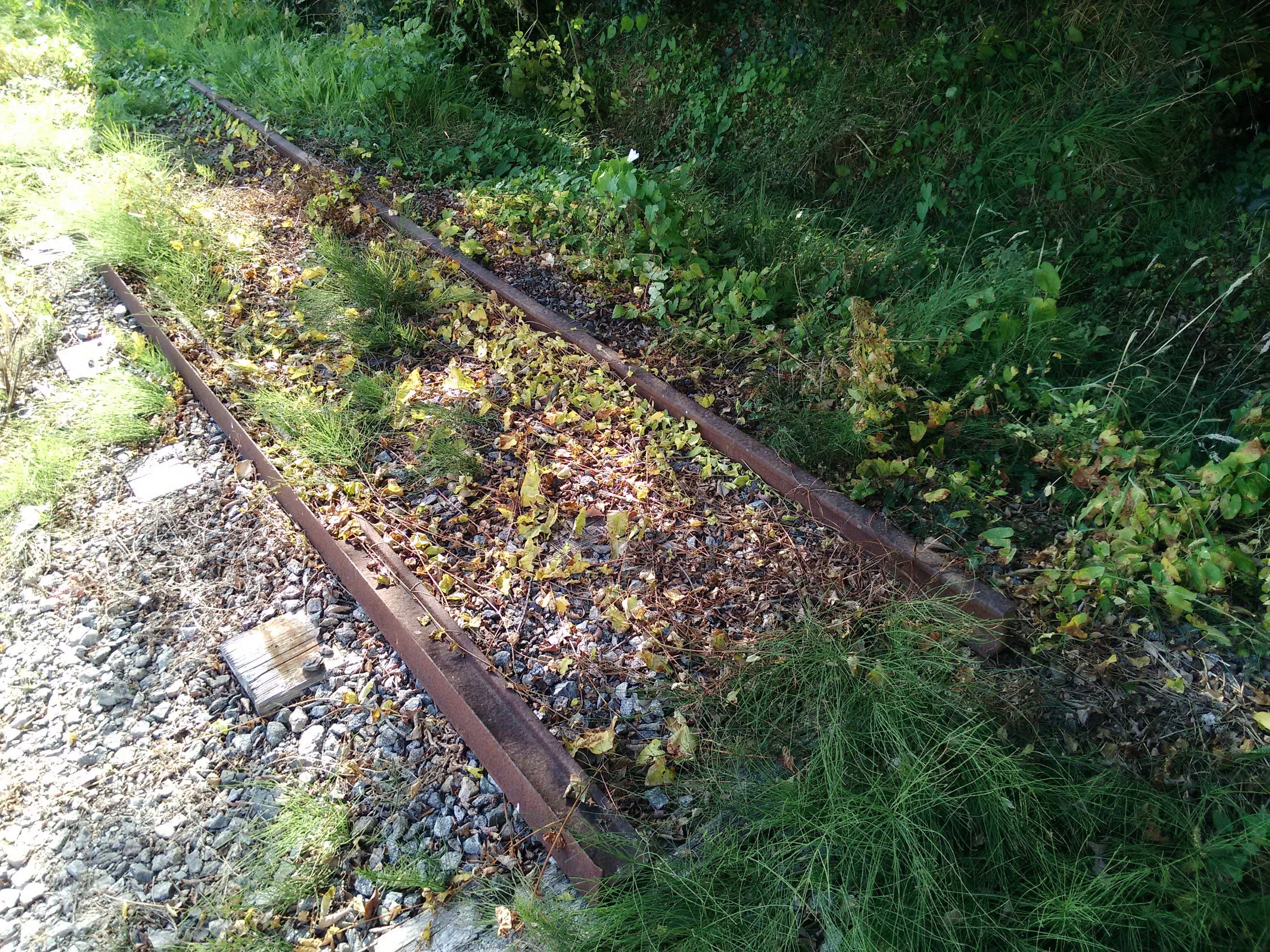
Portion de rails subsistant à Landunvez.
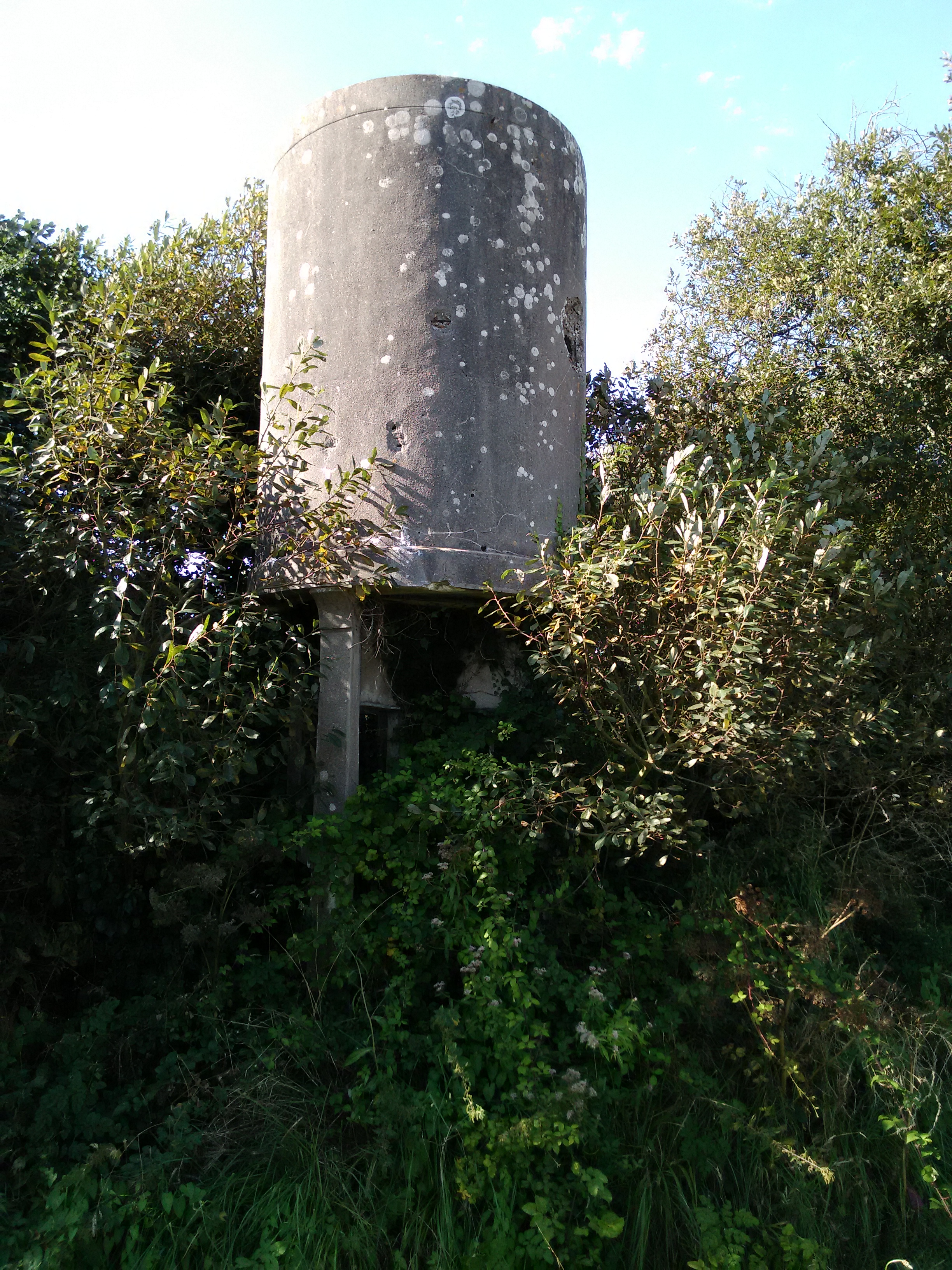
Château d'eau près de la voie à Landunvez pour l'alimentation des locomotives.
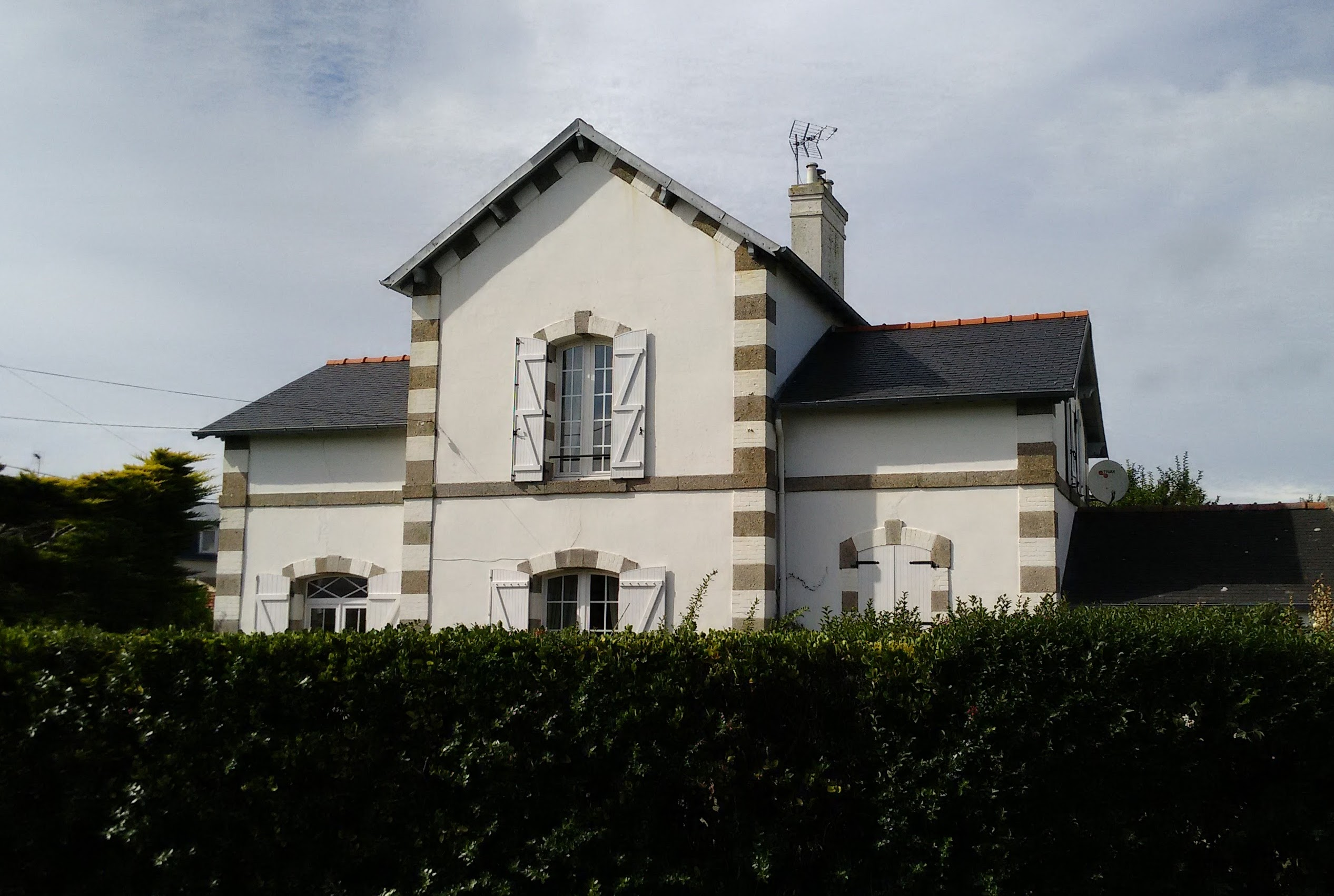
Maison particulière dans le bâtiment de l'ancienne gare de Portsall.
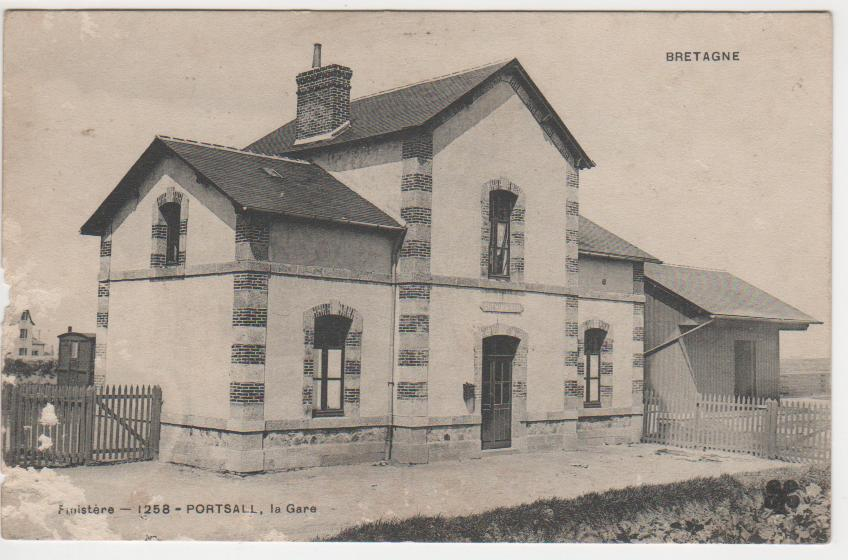
Gare de Portsall en 1910.
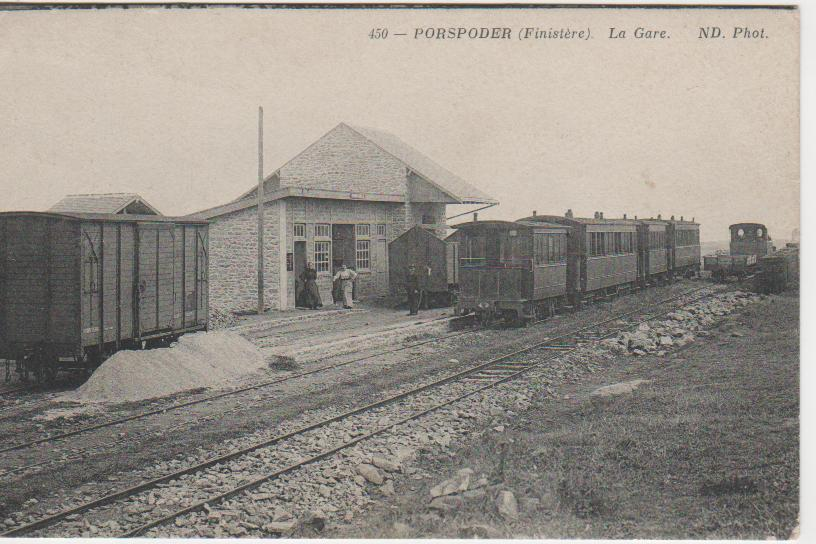
Gare de Porspoder en 1916.
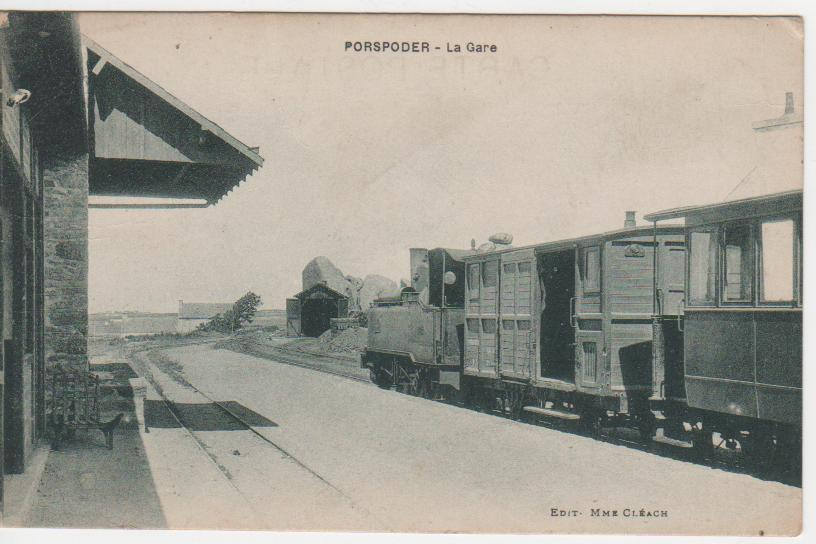
Gare de Porspoder en 1933.
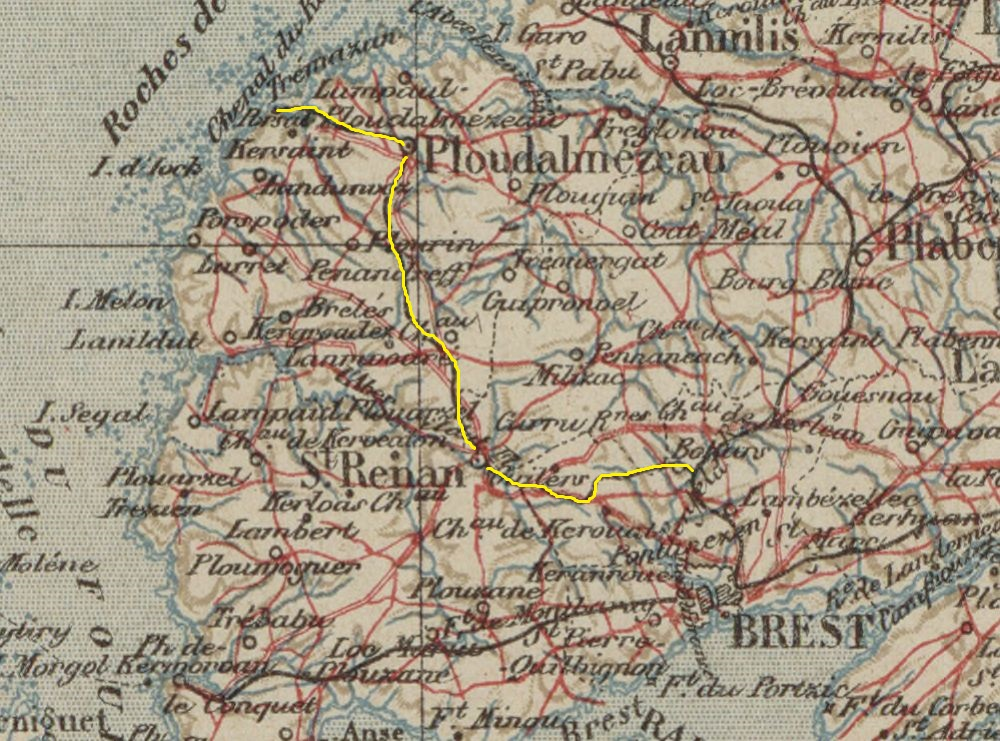
Tracé de la ligne le Rufa - Portsall sur une carte de 1916.

### Ligne de Plabennec à l'Aber-Wrac'h
Se détachant de l'itinéraire vers Saint-Pol-de-Léon à Plabennec, cette ligne passait à Plouvien, franchissait la vallée de l'Aber-Benoît pour remonter vers Lannilis puis Landéda et enfin redescendre vers l'Aber-Wrac'h où le chemin de fer avait sa gare sur les quais du port.
Le pont qui traverse l'aber-Benoît entre Plouvien et Lannilis existe encore, mais il est réservé aux piétons et aux vélos, et nécessite des travaux.

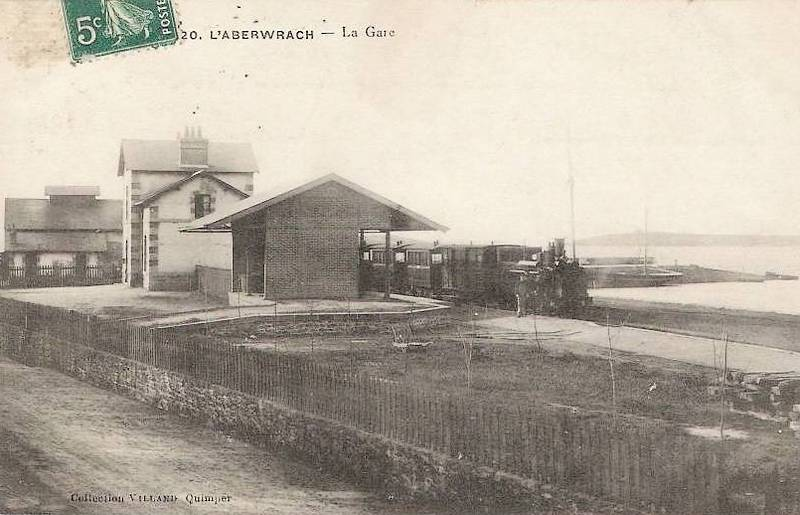
Gare de l'Aber-Wrac'h vers 1900.
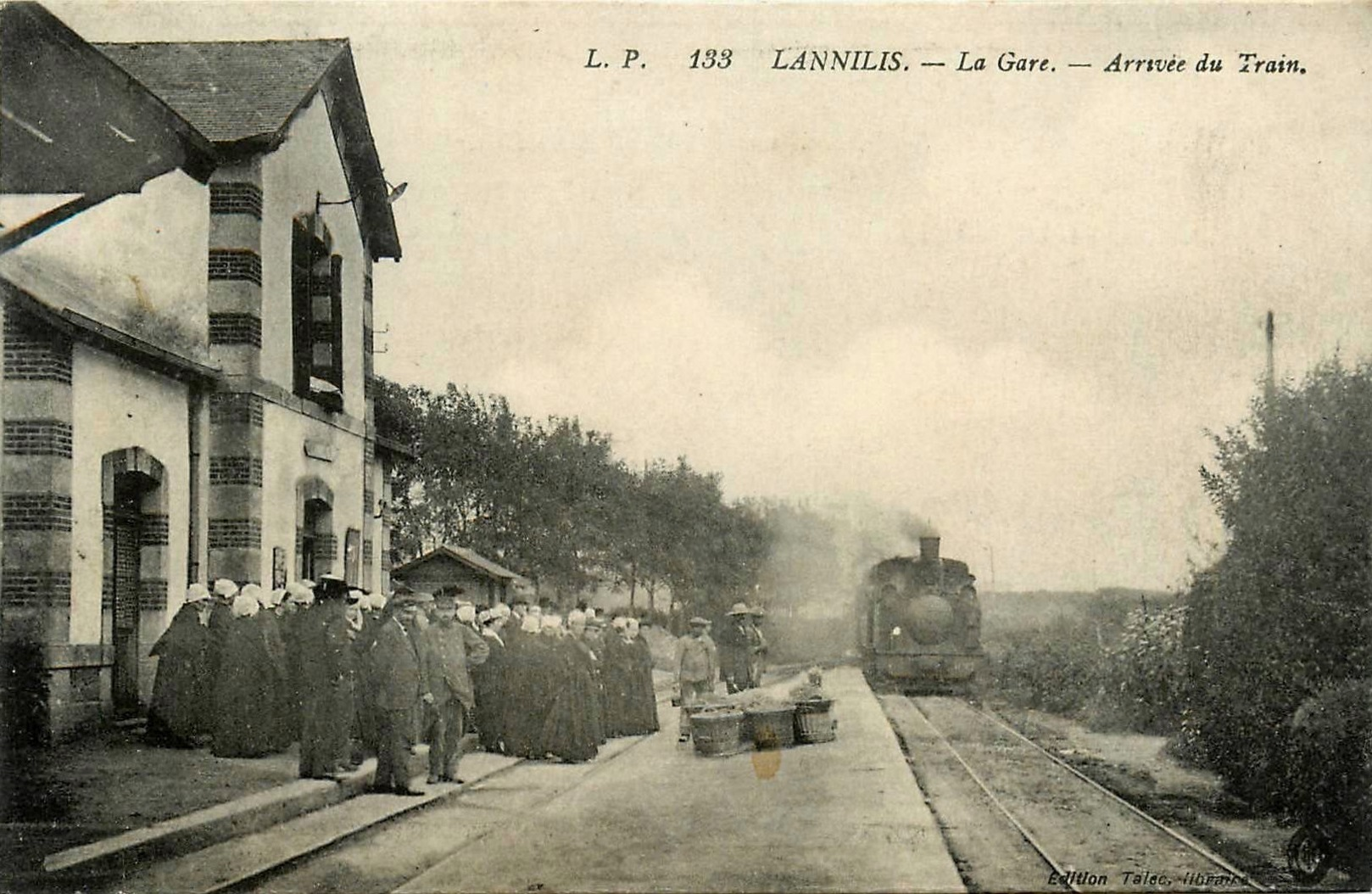
Gare de Lannilis.
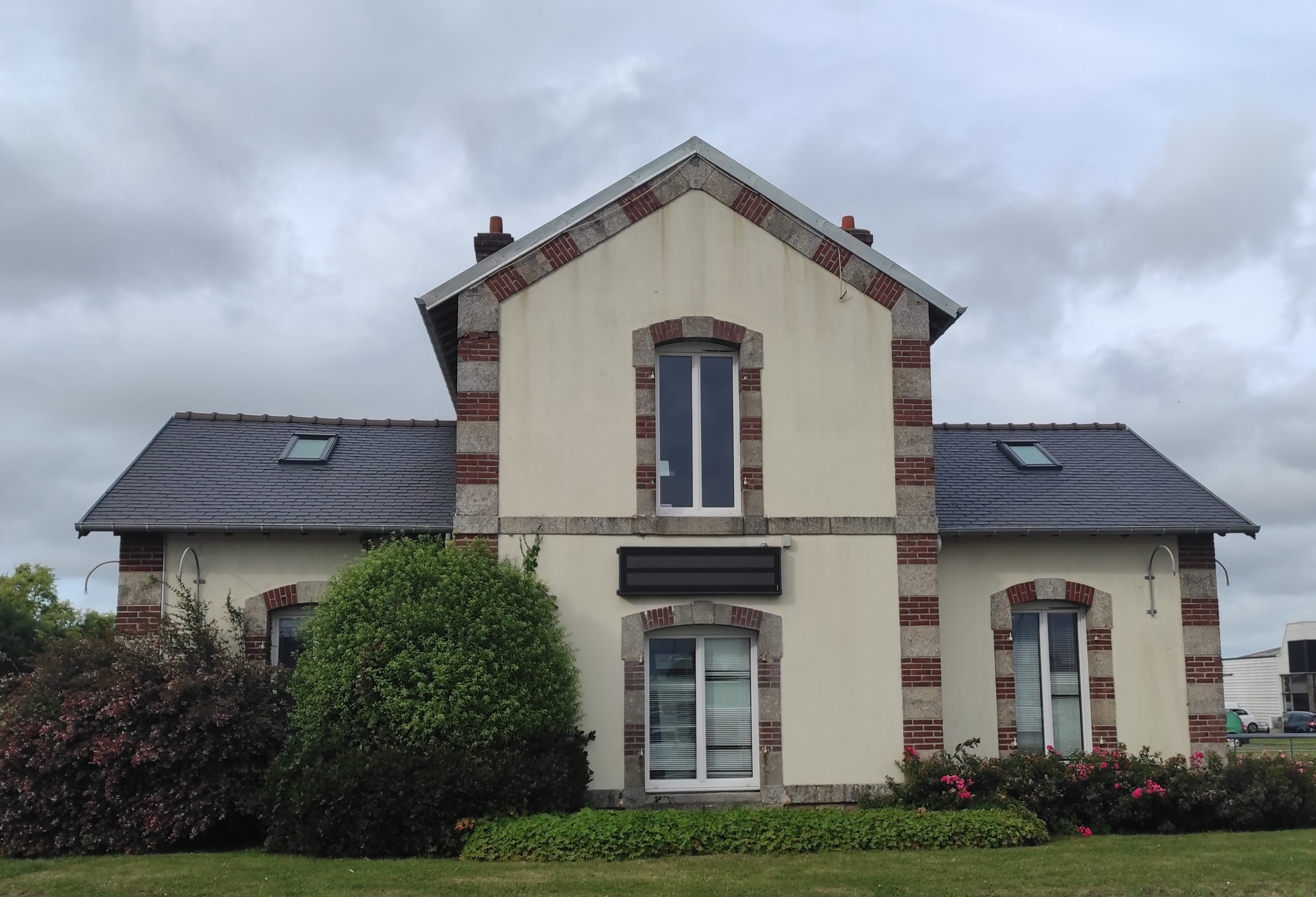
Ancienne gare de Lannilis en 2023.

### Ligne de Landerneau à Brignogan
Disposant en gare de Landerneau d'installations situées au sud de la gare commune aux compagnies de l'Ouest et du PO, le chemin de fer départemental franchissait par un passage inférieur les voies de Paris et Quimper pour gravir le plateau du Léon et desservir Ploudaniel et rejoindre entre Lesneven et Plouider la ligne de Brest à Saint-Pol-de-Léon.
Continuant vers le nord, la ligne descendait vers la côte qu'elle atteignait à Goulven, où elle longeait une grève où l'extraction du sable était très importante, puis gagnait Plounéour-Trez, terminus initial et Brignogan-Plages.

### Ligne de Plouescat à Rosporden
Cette ligne, d'une longueur totale de 135 km traverse le département du nord au sud. Elle a été ouverte en quatre étapes : de Plouescat à Lanvisiau puis jusqu'à Commana, Brasparts et Rosporden. Elle croise le réseau des CFDF à Plouescat, celui des Chemins de fer de l'Ouest à Landivisiau, le Réseau breton à Châteauneuf du Faou et le PO à Rosporden.

### Ligne de Douarnenez à Audierne
Le PO n'avait pas fait descendre sa ligne jusqu'au port ; le chemin de fer départemental, installant ses installations dans la grande gare à Tréboul, alors commune indépendante, ne desservait pas le port non plus. Gagnant le plateau Nord du Cap Sizun, la ligne desservait Poullan-sur-Mer, puis Beuzec-Cap-Sizun, avant de piquer au Sud vers la ria du Goyen qu'elle gagnait à Pont-Croix avant d'atteindre, au moyen d'une levée de pierres et franchissant l'entrée de l'anse de Suguensou sur un pont (surnommé localement le « pont physique ») conçu par Harel de la Noë, Audierne à l'entrée du port, sans être reliée à celui-ci.

### Ligne d'Audierne à Pont-l'Abbé

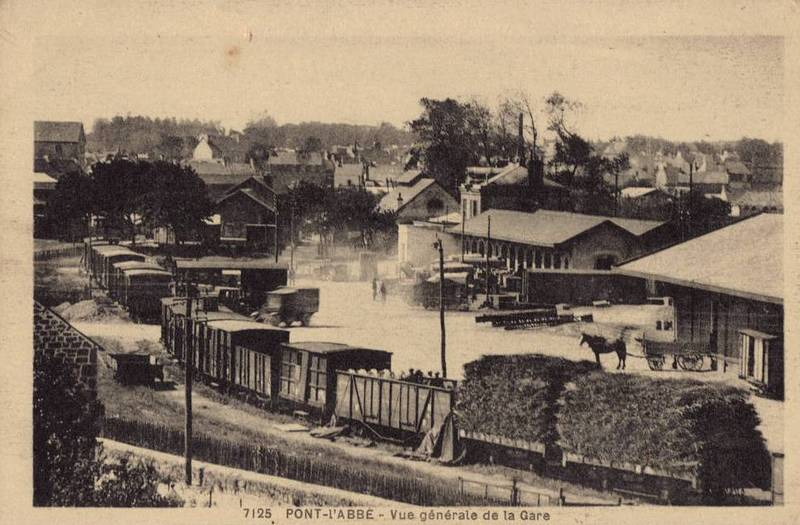
Vue sur la gare de Pont-l'Abbé, commune aux compagnies d'Orléans, du Finistère et des Armoricains. On distingue le « bâtiment voyageurs » au fond, la halle à marée juste devant, et la halle locale à l'extrême-droite.

La ligne d'Audierne à Pont-l'Abbé, mise en service en 1912, avait une section commune avec la ligne Douarnenez - Audierne entre Audierne et Pont-Croix. La partie de Pont-Croix à Pont-l'Abbé, longue de 35 km, reliait ainsi les lignes départementales Douarnenez - Audierne et Pont-L'Abbé - Saint-Guénolé. Elle passait devant la gare PO de Pont-L'Abbé avant de franchir la ligne de Quimper par un passage supérieur. L'exploitation est supprimée en 1933.

### Ligne de Pont-l'Abbé à Saint-Guénolé
Cette ligne de desserte de la presqu'île de Penmarc'h se situe intégralement sur la plaine côtière. Après avoir quitté la gare PO de Pont-l'Abbé, terminus de l'antenne en provenance de Quimper, elle dessert les villages de Guilvinec et de Saint-Guénolé à distance des installations portuaires.

### Ligne de Quimperlé à Concarneau

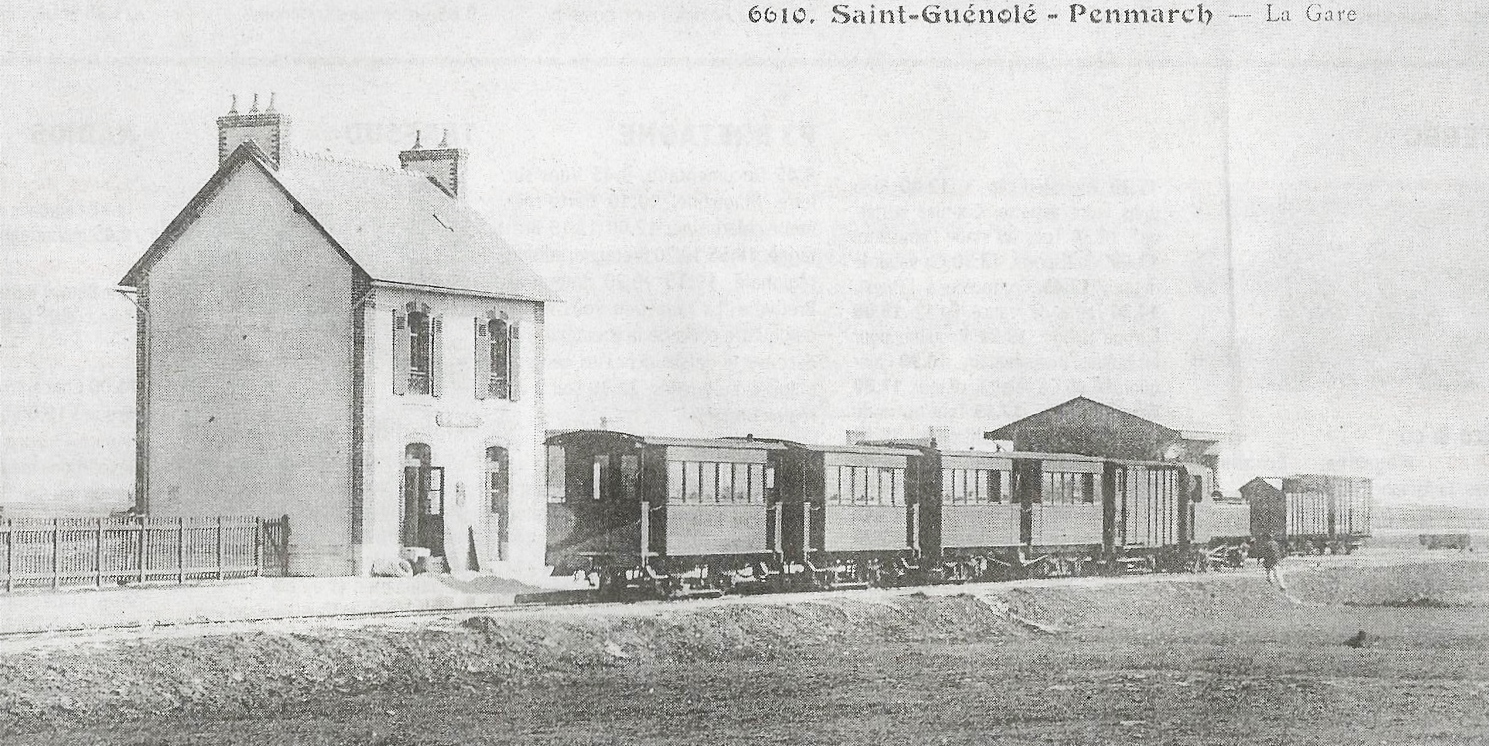
La gare de Saint-Guénolé-Penmarc'h.

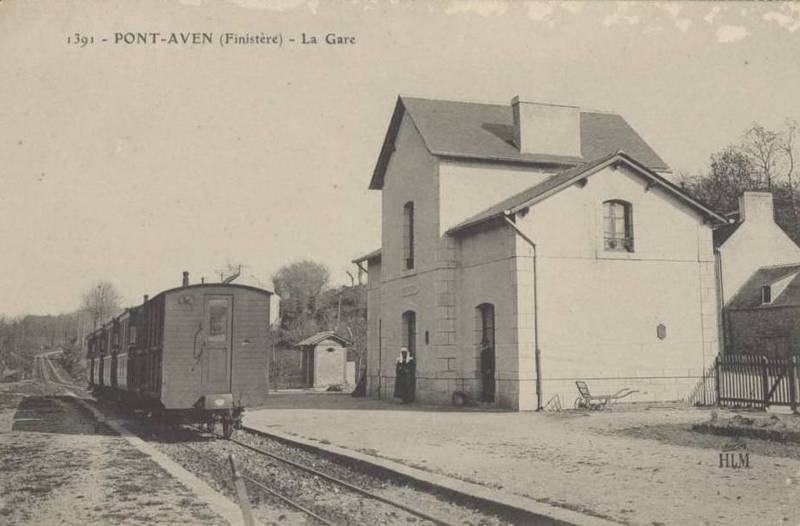
Aux premières années de son exploitation (les installations n'étant pas encore développées), un train de la ligne Concarneau - Quimperlé quitte Pont-Aven vers Quimperlé.

Cette ligne quittait la gare PO de Quimperlé pour gagner Pont-Aven, franchissant une région vallonnée où les rampes atteignaient souvent 25 ‰. Enchâssée dans un vallon latéral à la vallée de l'Aven, la ligne franchissait le fleuve côtier au moyen d'un viaduc en maçonnerie de 6 arches et de 95 m de longueur. Desservant par un large détour les villes de Névez, de Trégunc et de Lanriec, la ligne atteignait Concarneau en franchissant la vallée du Moros, puis longeait la ria pour desservir Concarneau-ville, à la jonction du quai Carnot et du quai de l'Aiguillon, gare permettant également la desserte portuaire, puis gagnait, au moyen d'une boucle en rampe et en tranchée, la gare PO de Concarneau. Cette dernière section a été mise à voie normale en 1947.

### Ligne de Morlaix à Primel-Trégastel et à Plestin-les-Grèves

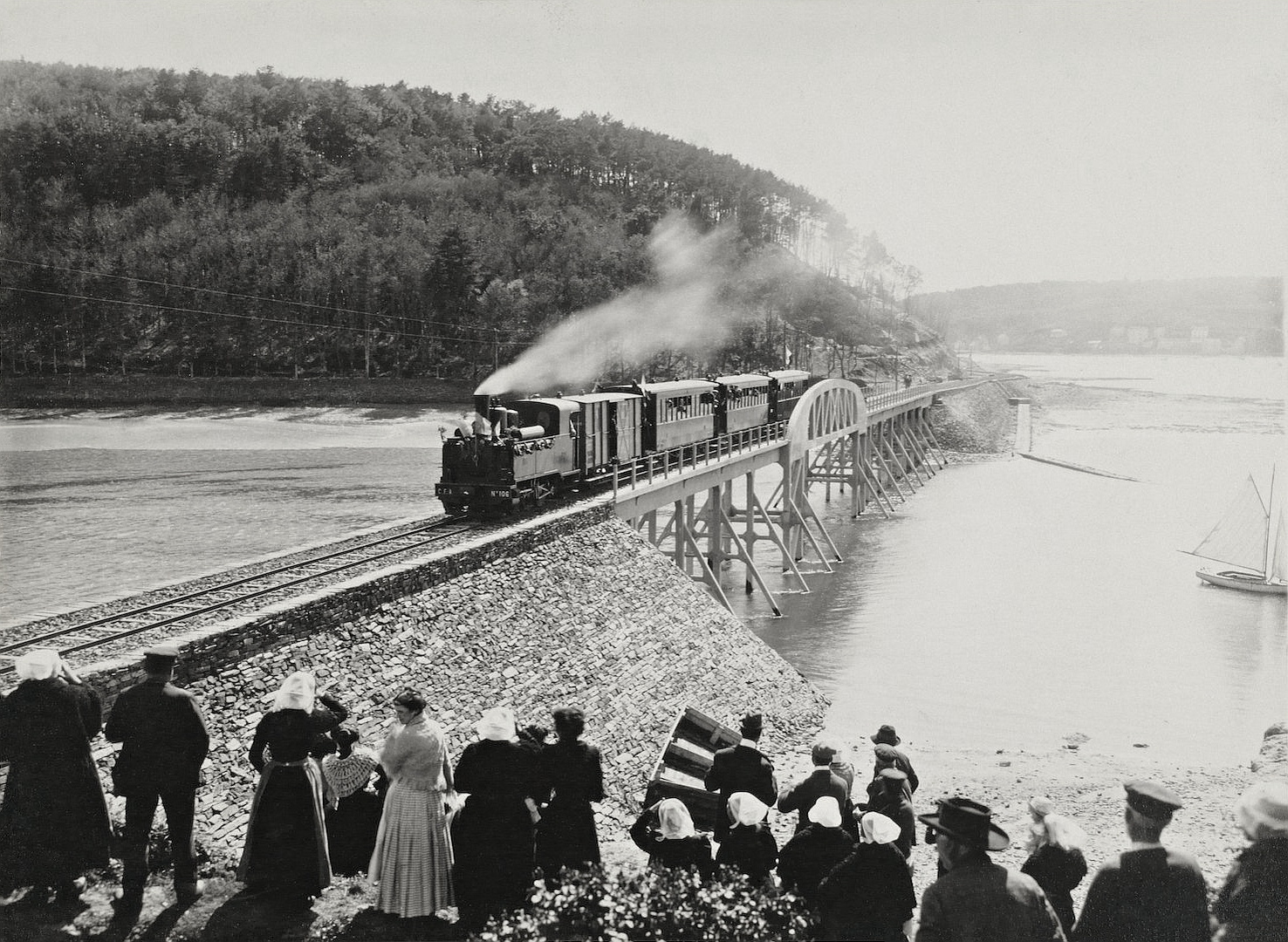
Inauguration à Plouezoch, le 30 avril 1912.

La ligne de Morlaix à Primel-Trégastel et Plestin permettait de relier le réseau du Finistère au réseau des chemins de fer des Côtes-du-Nord jusqu'à Lannion.
Elle a été ouverte en trois étapes : de Morlaix à Plouézoc'h en 1912, puis jusqu'à Pont-Menou et Plestin-les-Grèves en 1913. La construction tardive de cette ligne et la reprise de la partie costarmoricaine par le département en 1921, provoquant la désorganisation des circulations, ont fait que cette ligne n'a jamais connu le succès escompté.

## Matériel Roulant
Les Chemins de Fer Départementaux du Finistère avaient un parc de matériel spécifique détaillé ci-dessous. Lorsqu'ils récupérèrent l'exploitation des lignes concédées initialement aux Chemins de fer armoricains, l'ensemble du matériel CFA leur fut également transmis.

### Locomotives à vapeur

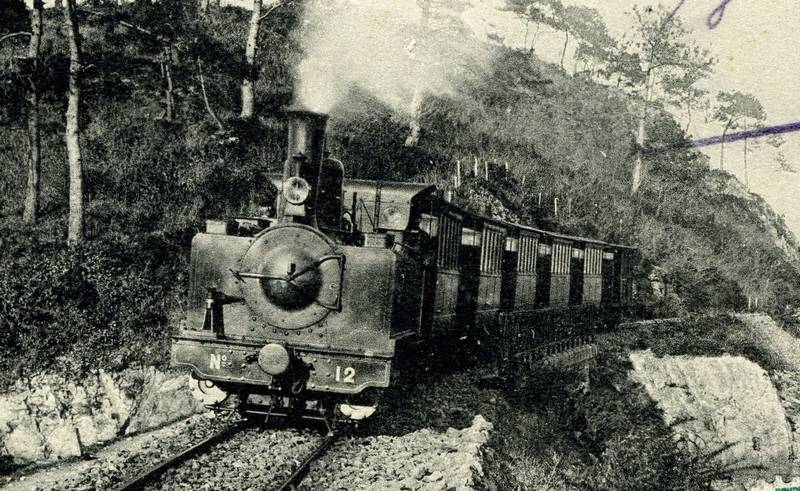
La locomotive no 12 « Landerneau » sur la ligne de Douarnenez

La première locomotive reçue par la Compagnie du Finistère fut une machine à chaudière verticale carénée en machine-tramway construite par un industriel manceau, M. Amédée Bollée, qui a porté le no 1 et le nom de Brest. Sa plaque portait l'année 1892 ; en 1896, à la date d'arrivée de la première locomotive type Corpet-Louvet 030T, elle n'était plus inscrite à l'inventaire. Cette locomotive aurait servi aux premiers travaux.
La compagnie du Finistère acquiert ensuite un parc homogène de vingt-neuf locomotives de type 030T auprès du constructeur Corpet-Louvet pour l'exploitation de son réseau, numérotées de 1 à 29, la vingt-neuvième ayant été livrée au titre de l'exploitation de la section Portsall - Porspoder.
Chacune de ces locomotives a reçu pour nom de baptême le nom d'une commune desservie par le réseau,.
- n° 1, livrée en 1896, (n° 671),
- n° 2 à 7, livrées en 1893, (n° 567,568,570,571 et 569),
- n° 8 et 9, livrées en 1893, (n° 577 et 580),
- n° 10 et 11, livrées en 1894, (n° 594 et 595) ,
- n° 12, livrée en 1896, (n° 672),
- n° 13 à 15, livrées en 1902, (n° 835 à 837),
- n° 16 à 18, livrées en 1903, (n° 950 à 952),
- n° 19, livrée en 1906, (n° 1090),
- n° 20 à 24, livrées en 1906, (n° 1092-1096),
- n° 25 et 26, livrées en 1907, (n° 1114 et 1154),
- N° 27 et 28, livrées en 1909, (n° 1209 et 1210),
- N° 29, livrée en 1912, (n° 1403);

### Voitures voyageurs
Le service voyageurs s'effectue à l'aide des cent trente-deux voitures suivantes, acquises principalement auprès des ANF de Blanc-Misseron, mais aussi auprès de Carel et Fouché et de Decauville :
- une voiture-salon,
- onze voitures de première classe, numérotées A1 à A11,
- quarante voitures à essieux de seconde classe, numérotées B1 à B30 et B61 à B70,
- quinze voitures de seconde classe à deux compartiments[Note 14],[30], numérotées BB1 à BB8, BB46 à BB50, BB71 et BB72,
- vingt-six voitures à bogies de seconde classe, numérotées Bx31 à Bx45 et Bx51 à Bx61[Note 15],
- quatorze voitures mixtes, numérotées AB1 à AB10 et BA1 à BA4,
- dix voitures dites « tapissières[Note 16] », numérotées C1 à C10,
- quinze fourgons, numérotés D1 à D15.

### Autorails
Dès 1922, les CFDF s'intéressèrent aux autorails afin d'améliorer le confort et la rentabilité de la desserte voyageurs de leurs lignes.
Les premiers autorails acquis furent onze autorails Verney GMC, numérotés de 1 à 11. Ces autorails, construits au Mans sur des châssis de camions légers américains GMC de 2 tonnes de charge utile, furent d'abord utilisés avec succès sur la ligne Plouescat — Rosporden ; d'une capacité de 14 places assises et de 10 places supplémentaires sur strapontins, et de 16 places debout au maximum, ils furent utilisés jusqu'au début des années 1930, date à laquelle furent réceptionnés les autorails SCF Verney-Panhard qui les remplacèrent.
Il pouvait leur être adjoint une remorque à un essieu ; les quatre premières, numérotées RB 1 à RB 4, consistaient en un petit plateau bâché avec des ridelles et un hayon arrière ; les suivantes, numérotées RV 1 à RV 4 et RM 5 à RM 8, étaient aménagées d'un compartiment avec 6 places assises , 5 strapontins et d'un fourgon doté de 7 strapontins.
En remplacement des autorails GMC et afin d'améliorer essentiellement le confort de transport des voyageurs, le réseau du Finistère acquit entre la mi-1930 et 1932, huit autorails SCF Verney-Panhard à deux essieux, numérotés 12 à 18. Ces autorails étaient construits dans les ateliers de Prix-lès-Mézières de la SCF Verney sur le réseau des Ardennes, réseau duquel dépendaient ces ateliers, sous la coupe du groupe Verney, comme le réseau du Finistère.
Enfin, à la suite de la fermeture du réseau des Chemins de fer économiques des Charentes, le réseau du Finistère reçut un autorail Brissonneau et Lotz de 135 ch, d'une capacité de 52 places. Peu utilisé, garé à Landerneau, il fut vendu au réseau des Côtes-du-Nord le 1er février 1947.

### Wagons marchandises
Les CFDF firent enfin l'acquisition de wagons auprès de divers constructeurs pour les besoins de leur service.
En 1922, on dénombrait :
- quatre-vingt-deux couverts (K1 à K80), (J217 et J318), ces deux derniers achetés par les CFA pour l'antenne de Pospoder),
- trente-neuf tombereaux  (H1 à H39),
- dix-sept tombereaux à bords mi-hauts (L1 à L17),
- soixante wagons plats à bords rabattables (M1 à M60),
- dix plats à traverses pivotantes (MO1 à MO10)*
- deux wagons de secours (1 et 2).

## Infrastructure

### Bâtiments et ouvrages d'arts

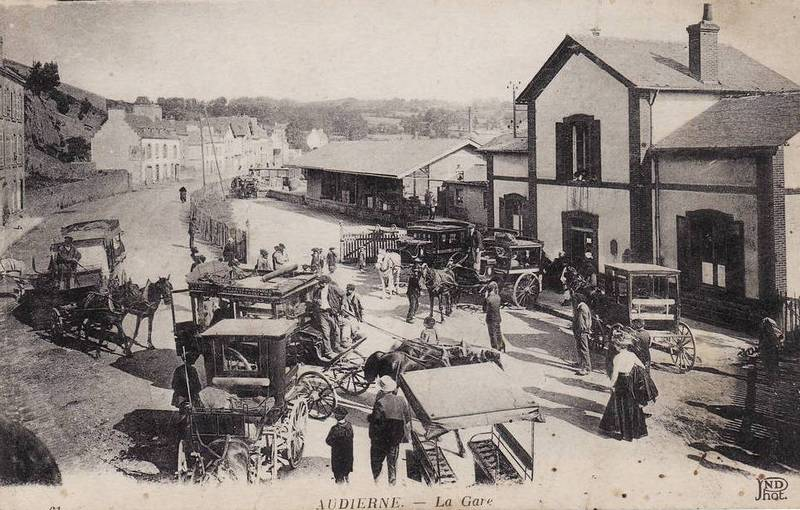
La gare d'Audierne.

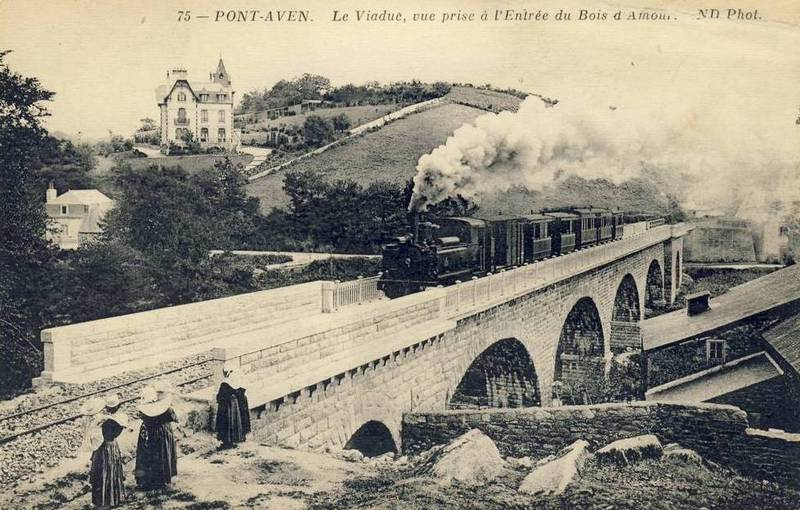
Tracté par une locomotive Corpet-Louvet type 030T, un train de voyageurs quitte Pont-Aven à destination de Concarneau en franchissant l'Aven au moyen d'un viaduc en maçonnerie.

Il n'y avait pas de plan de bâtiment-type. Ainsi, les styles des gares variaient selon les lignes. On retrouve cependant un type de bâtiment voyageurs pour plusieurs gares : un petit bâtiment central entouré de deux ailes, l'étage étant destiné au logement du chef de gare. Les murs étaient crépis avec des briques bicolores apparentes dans les angles.
Dans plusieurs gares, la halle à marchandises, la plupart du temps séparée du bâtiment voyageurs, était en bois. D'autres bâtiments pouvaient compléter l'ensemble de la gare comme une remise à machines, un château d'eau ou des édicules.
Les lignes empruntaient un tracé relativement facile. De ce fait, peu de ponts et viaducs furent construits. Cependant certains ouvrages sont dignes d'intérêt comme le viaduc métallique de Lambézellec ou le viaduc en maçonnerie de Sibiril.
De nombreux gares et ouvrages d'arts ont été préservés à travers le département. Certaines gares ont été rachetées par des particuliers qui les ont restaurées. Ce patrimoine témoigne de l'importance du réseau départemental.

### Voies et tracés
Les contraintes de pose de la voie imposaient des courbes d'au moins 150 m de rayon et des rampes de 30 mm/m. La voie était constituée de rails de 18 kg/m sur le premier réseau et de 20 kg/m sur le second réseau.
Ces rails légers ne permettaient pas l'usage de machines lourdes et nécessitaient beaucoup d'entretien. Une partie des voies a été remplacée après guerre par du rail de 23 kg/m issu de stocks américains. En 1929, les sections Brest - Saint-Renan et Pont-Croix - Audierne sont révisées pour recevoir du rail de 26 kg/m.

## Exploitation

### Trafic
Le réseau des CFDF affichait à son apogée des résultats plus que corrects puisque le rapport recettes/dépenses oscillait entre 1,5 et 2.
| Année | Longueur exploitée (en km) | Nombre de voyageurs | Recettes brutes voyageurs (en francs) | Tonnage annuel réel des marchandises | Tonnage kilométrique des marchandises | Recettes brutes marchandises (en francs) |
| ----- | -------------------------- | ------------------- | ------------------------------------- | ------------------------------------ | ------------------------------------- | ---------------------------------------- |
| 1903  | 100                        | 428 170             | 333 370                               | 30 253                               | 834 281                               | 72 823                                   |
| 1904  | 127                        | 482 399             | 378 558                               | 33 265                               | 993 014                               | 84 516                                   |
| 1905  | 127                        | 506 772             | 413 739                               | 35 924                               | 1 131 298                             | 96 370                                   |
| 1906  | 127                        | 535 002             | 436 632                               | 38 374                               | 1 237 603                             | 104 622                                  |
| 1907  | 142                        | 602 424             | 478 803                               | 39 258                               | 1 302 363                             | 109 634                                  |
| 1908  | 142                        | 666 527             | 522 656                               | 47 518                               | 1 600 438                             | 129 266                                  |
| 1909  | 142                        | 685 761             | 542 445                               | 51 492                               | 1 813 630                             | 147 660                                  |
| 1910  | 142                        | 718 474             | 569 357                               | 57 056                               | 2 038 892                             | 162 008                                  |
| 1911  | 142                        | 774 202             | 609 622                               | 63 757                               | 2 373 047                             | 177 373                                  |
| 1912  | 142                        | 783 111             | 614 673                               | 65 529                               | 2 308 525                             | 182 519                                  |

De leur côté, en revanche, les CFA n'ont jamais connu de résultat positif. Le rapport recettes/dépenses était presque toujours compris entre 0,7 et 0,9. À partir de 1926, lorsque les deux réseaux ont été unifiés, le résultat d'exploitation est devenu négatif.

### Personnel
À leur apogée, en 1911, les CFDF employaient 350 personnes, réparties principalement entre le personnel de voie (71), les chefs de gare (50), les roulants (mécaniciens et chauffeurs - 34 et conducteurs et chefs de trains - 29), le personnel d'atelier (29). À titre de comparaison, en 1920, les CFDF n'employaient plus que 307 personnes tandis que les CFA en employaient 412.

### Accidents
Alain de Dieuleuveult estime à 300 le nombre des victimes des différents accidents qui ont marqué l'histoire des lignes départementales du Finistère. Ce chiffre est à relativiser compte tenu de la durée (les lignes ont existé pendant plus de 50 ans), la distance et le nombre de voyageurs transportés. L'accident le plus grave a été la catastrophe de Ploujean ayant causé la mort de cinq passagers.